# Cirque Peak, Alberta
Cirque Peak är en bergstopp i Kanada.   Den ligger i provinsen Alberta, i den centrala delen av landet, 3 000 km väster om huvudstaden Ottawa. Toppen på Cirque Peak är 2 993 meter över havet, eller 365 meter över den omgivande terrängen. Bredden vid basen är 2,5 km.
Terrängen runt Cirque Peak är bergig åt sydväst, men åt nordost är den kuperad.Trakten runt Cirque Peak är nära nog obefolkad, med mindre än två invånare per kvadratkilometer.. Det finns inga samhällen i närheten. 
Trakten runt Cirque Peak består i huvudsak av gräsmarker.